# Навазі
Навазі (груз. ნავაზი) — село в Грузії.
За даними перепису населення 2014 року в селі проживає 573 особи.